# Province de Villa Clara
Cet article concerne la province cubaine. Pour les autres significations, voir Villa Clara.

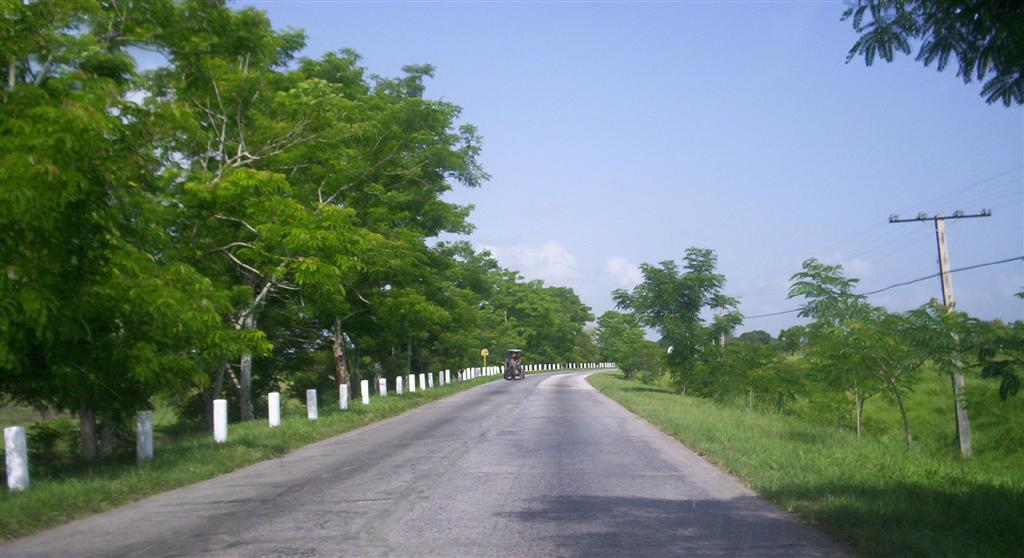

Villa Clara est une des provinces de Cuba située au centre de l'île, en bordure de l'océan Atlantique au nord, entre les provinces de Matanzas à l'ouest, de Sancti Spiritus à l'est, et de Cienfuegos au sud.
Sa capitale est Santa Clara.

## Géographie
La côte de Villa Clara est composée de nombreux bancs de sable, et on y trouve également beaucoup de récifs de corail et de plages sablonneuses.
Autour de Santa Clara, le relief est élevé dans les Alturas de Santa Clara. Le point le plus haut de la province est dans les Alturas à 464 m au-dessus du niveau de la mer. Villa Clara possède également de nombreux lacs, qui sont utilisés à la fois pour les sports nautiques et pour la pêche. Le plus grand fleuve cubain se jetant dans l'océan Atlantique, le río Sagua la Grande (en), se situe également dans cette province.
Le sucre est cultivé dans les plaines du nord de la province, et plusieurs grands moulins fournissent de l’emploi à beaucoup de Cubains.
Les provinces de Cienfuegos, Sancti Spíritus et Villa Clara étaient auparavant regroupées dans la province de Santa Clara qui en était la capitale.

## Administration

### Municipalités
La province inclut 13 municipalités :
1. Caibarién
2. Camajuaní
3. Cifuentes
4. Corralillo
5. Encrucijada
6. Manicaragua
7. Placetas
8. Quemado de Güines
9. Ranchuelo
10. Remedios
11. Sagua La Grande
12. Santa Clara
13. Santo Domingo

## Climat
La région de Villa Clara a le climat tropical de la savane. Il y fait chaud tous les mois de l'année, tant en saison sèche qu'en saison humide. La température annuelle moyenne à Villa Clara est de 30° et les précipitations moyennes sont de 586 mm/an. Il ne pleut pas pendant environ 140 jours par an, l'humidité moyenne est de 80 % et l'indice UV est de 7.